# Arthur Erdélyi
Arthur Erdélyi (* 2. Oktober 1908 in Budapest; † 12. Dezember 1977 in Edinburgh) war ein ungarisch-britischer Mathematiker, der sich mit Analysis und insbesondere mit speziellen Funktionen beschäftigte.

## Leben
Erdelyi besuchte bis 1926 das Gymnasium in Ungarn und ging dann, da er als Jude Schwierigkeiten hatte, in seinem Heimatland zu studieren, in die Tschechoslowakei, um in Brünn Elektrotechnik zu studieren. Dort wechselte er aber bald zur Mathematik. Seine erste Arbeit veröffentlichte er 1930, der bis 1937 achtundzwanzig weitere folgten, was für eine Promotion im Jahr 1938 an der Deutschen Universität Prag mehr als ausreichte. Aufgrund der deutschen Besetzung ging er 1938 nach Großbritannien, wo er von Edmund Whittaker eine Anstellung als Lecturer an der Universität Edinburgh erhielt. Whittaker war es auch, der ihn ans Caltech empfahl, als Harry Bateman 1946 starb und man seinen umfangreichen Nachlass über spezielle Funktionen herausgeben wollte. 1949 wurde er Professor am Caltech. 1964 kehrte er als Professor nach Edinburgh zurück, was er bis zu seinem Tod 1977 blieb.
Erdélyi war ein führender Experte auf dem Gebiet spezieller Funktionen: mit Fritz Oberhettinger, Wilhelm Magnus und Francesco Tricomi gab er die Bände des Bateman Manuscript Projects heraus.
1945 wurde er Fellow der Royal Society of Edinburgh und 1977 der Royal Society. 1953 wurde er Mitglied der Akademie der Wissenschaften in Turin.

## Schriften
- Asymptotic expansions, Dover 1955
- Operational calculus and generalized functions, Holt, Rinehart and Winston, New York 1962
- Bateman Manuscript Project: Higher transcendental functions, 3 Bände, McGraw Hill 1953 bis 1955, Krieger 1981
- Bateman Manuscript Project: Tables of Integral Transforms, 2 Bände, McGraw Hill 1954